# 大腹擬花鮨
大腹擬花鮨，又稱大腹擬花鱸，為輻鰭魚綱鱸形目鱸亞目鮨科的其中一種，分布於太平洋區，包括澳洲、庫克群島、關島、斐濟、夏威夷群島、印尼、東加、菲律賓、馬紹爾群島、馬里亞納群島、新喀里多尼亞等海域，棲息深度26-120公尺，體長可達7公分，棲息在珊瑚礁區，為底棲性魚類，屬肉食性，生活習性不明。

## 擴展閱讀
維基物種上的相關：大腹擬花鮨